# أبو طاهر عبد الرحمن اليوسفي
أبو طاهر عبد الرحمن بن أحمد بن عبد القادر بن محمد بن يوسف بن محمد بن يوسف البغدادي، البزاز، (435 هـ - 511 هـ) محدث من أعيان بغداد.

## سيرته
ولد سنة خمس وثلاثين وأربع مائة، ومات في شوال، سنة إحدى عشرة وخمس مائة، قال الذهبي: كان من أهل الدين والثقة والسنة. حدَّث بسنن الدارقطني عن ابن بشران عنه. وبمسند أحمد عن ابن المذهب.

## روايته للحديث
- سمع: أبا علي بن المذهب، وأبا إسحاق البرمكي، وأبا بكر بن بشران، وأبا محمد الجوهري، وعدة.[2]
- حدث عنه: ابن ناصر، وأبو المعمر الأنصاري، وأبو طاهر السلفي، والصائن هبة الله بن عساكر، وأخوه الحافظ عبد الخالق اليوسفي، وابنا أخيه عبد الحق وعبد الرحيم ابنا عبد الخالق، وآخرون.[2]